# ألدو أوليفييري
ألدو أوليفييري (بالإيطالية: Aldo Olivieri)‏ (مواليد 2 أكتوبر 1910) هو لاعب كرة قدم. يلعب مع منتخب إيطاليا لكرة القدم. سبق له أن لعب في كأس العالم لكرة القدم مع منتخب بلاده.

## روابط خارجية
- ألدو أوليفييري على موقع الاتحاد الدولي (مؤرشف)  (الإنجليزية)
- ألدو أوليفييري على موقع قاعدة بيانات كرة القدم.إي يو (الإنجليزية)
- ألدو أوليفييري على موقع ناشيونال فوتبول تيمز (الإنجليزية)
- ألدو أوليفييري على موقع عالم كرة القدم.نت (الإنجليزية)